# Poyraz, Gercüş
Poyraz là một xã thuộc huyện Gercüş, tỉnh Batman, Thổ Nhĩ Kỳ. Dân số thời điểm năm 2011 là 39 người.